# David Rohl
David Rohl (né le 12 septembre 1950) est un historien britannique qui défend dans A Test of Time. The Bible - From Myth to History (non traduit en français), une chronologie de l'Égypte ancienne et des temps bibliques différente de celle admise depuis Champollion qu'il nomme « Nouvelle Chronologie ».
Rohl est l'éditeur du « Journal of the Ancient Chronology Forum » depuis 1986.
Après des débuts dans la musique pop, il entre en 1988 à l'University College de Londres afin d'obtenir, en 1990, un doctorat en Ancient History and Egyptology.
Il est président de la Sussex Egyptology Society (SES) et édite Eastern Desert Survey Report. Il participe à des fouilles à Kadesh en Syrie pour le London Institute of Archaeology pendant les années 1990.

## Ses théories

### L'Égypte
Selon ses ouvrages  A Test of Time et Legend, la datation des pharaons de la XIXe à la XXVe dynastie entraîne une révision radicale de la chronologie admise de l'ancienne Égypte, et une non moins radicale révision des chronologies d'Israël et de la Mésopotamie. Selon lui, les chercheurs peuvent identifier de nombreux personnages de l'Ancien Testament à des noms extraits des fouilles archéologiques.
Passage (en mode édition) à traduire

### Le jardin d'Eden
En plus de ses théories sur l'Égypte, Rohl en a également au sujet de l'Ancien Testament. Dans sa publication Legend: The Genesis of Civilisation, il positionne le jardin d'Eden dans l'Azerbaïdjan iranien, au sud-est de Tabriz.

## Publications
- A Test of Time: The Bible - from Myth to History, Londres, Century, 1995,  (ISBN 0-7126-5913-7) ;
- Pharaohs and Kings: A Biblical Quest, 1996 ;
- Legend: The Genesis of Civilisation, Londres, Century, 1998,  (ISBN 0-7126-7747-X) ;
- The Lost Testament: The Story of the Children of Yahweh, 2002 ;
- From Eden to Exile: The Epic History of the People of the Bible, 2003 ;
- The Lords of Avaris, Londres, Century, 2007,  (ISBN 0-7126-7762-3) ;
- Exodus: Myth or History ?, St. Louis Park, 2015,  (ISBN 9780986431029).